# Public Broadcasting Services
Ne doit pas être confondu avec Public Broadcasting Service.
Public Broadcasting Services (en abrégé PBS Malta) est le nom de l'entreprise de radio-télévision de Malte. Fondée en 1975 sous le nom de Xandir Malta, elle prend son nom actuel en 1993. Elle opère deux chaînes de télévision (TVM et TVM2) et trois stations de radio (Radio Malta, Radju Malta 2 et Magic Malta). PBS Malta est membre actif de l'Union européenne de radio-télévision depuis sa création en 1993 (depuis 1975 sous le nom de Xandir Malta).
Historiquement, la compagnie est l'héritière de la radiodiffusion maltaise, introduite par les britanniques en 1934. La télévision maltaise débute quant à elle ses émissions presque trente ans plus tard, en 1962, et bénéficie durant plusieurs années d'un soutien logistique de la BBC. En 1975, un an après la proclamation d'indépendance de l'archipel, le gouvernement maltais décide de la nationalisation de la radio-télévision, qui prend le nom de Xandir Malta.

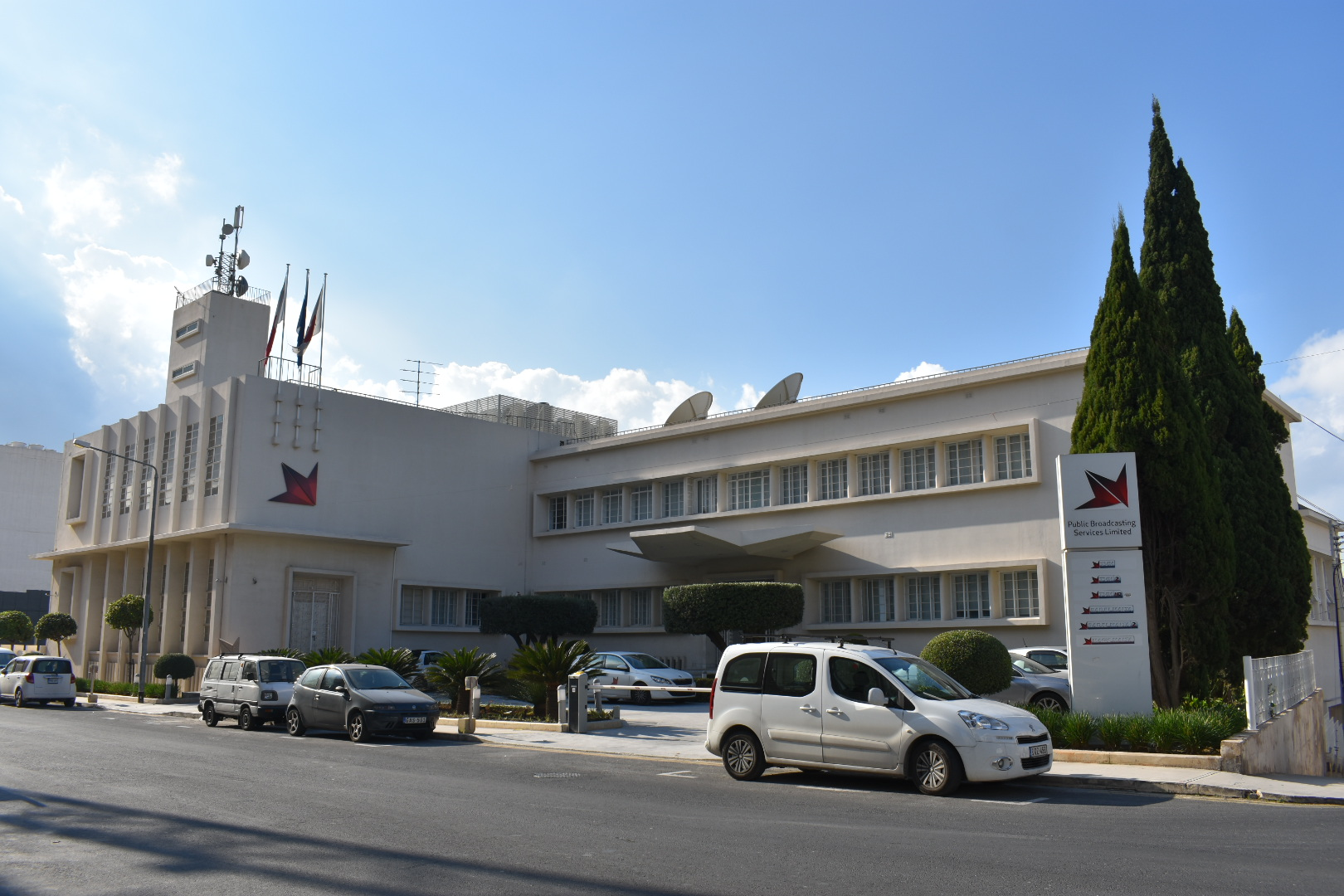
Le siège

Rebaptisée Public Broadcasting Services en 1993, elle a pour mission d'offrir un service public de qualité et mise essentiellement sur la diffusion de l'information, la mise en valeur de la culture nationale et le divertissement. La télévision et les différentes stations du service public émettent dans les deux langues nationales du pays, le maltais et l'anglais.

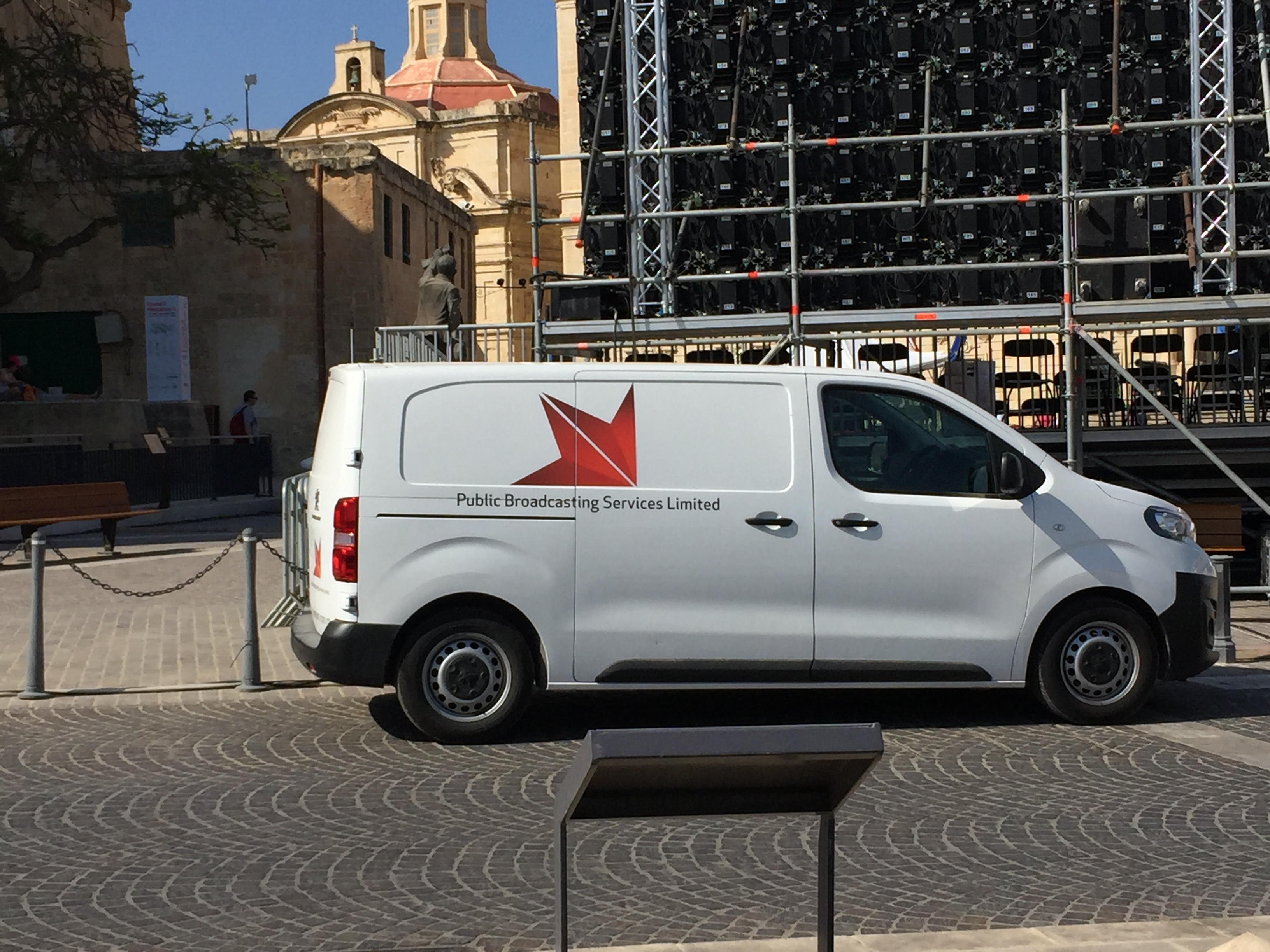
Peugeot Expert - Public Broadcasting Services

TVM est diffusée sur le réseau hertzien dans l'ensemble de l'archipel. Radio Malta dispose de plusieurs fréquences en moyenne fréquence et en modulation de fréquence (FM), tandis que la diffusion de Radju Malta 2 et Magic Malta est plus restreinte.